# Västerrå och Österrå
Västerrå och Österrå är en av SCB avgränsad och namnsatt småort i Resele socken, Sollefteå kommun. den omfattar bebyggelse i Västerrå och Österrå belägna norr om Ångermanälven.